# Johan Björkman (kyrkoherde)
För andra betydelser, se Johan Björkman (olika betydelser).
Johan Björkman, född 1673 i Västra Eneby socken, död 29 maj 1716 i Virserums socken, var en svensk präst.

## Biografi
Johan Björkman döptes 8 juni 1673 i Västra Eneby socken. Han var son till kyrkoherde Jonas Björkman och Anna Persdotter Starhoff. Björkman blev 1696 student vid Uppsala universitet och deltog som stipendiat i musikensemblen som sångare 1698-1704.  1700 blev han kollega i Norrköping. Han prästvigdes 20 augusti 1709 och blev 1713 kyrkoherde i Virserums församling. Björkman avled 29 maj 1716 i Virserums socken.
Björkman gifte sig med Anna Kristina Corvin (1691–1773). Hon var dotter till kyrkoherden Petrus Corvinus och Kristina Wiraenius i Virserums socken. De fick tillsammans sonen Petrus (född 1713). Efter Björkmans död gifte Anna Kristina Corvin om sig med kyrkoherden Nils Nilson Sylvius i Myresjö socken.